# H. Bruce Humberstone
Pour les articles homonymes, voir Humberstone.
H. Bruce Humberstone est un réalisateur américain né le 18 novembre 1901 à Buffalo (États-Unis), et mort le 11 octobre 1984 à Woodland Hills (Los Angeles).

## Filmographie partielle

### Années 1920
- 1924 : The City of Stars
- 1925 : Universal in 1925

### Années 1930
- 1932 : Strangers of the Evening (en)
- 1932 : Hot Spot (non crédité)
- 1932 : The Crooked Circle (en)
- 1932 : Si j'avais un million (If I Had a Million)
- 1933 : Kaspa, fils de la brousse (King of the Jungle)
- 1933 : Goodbye Love
- 1934 : Merry Wives of Reno (en)
- 1934 : The Dragon Murder Case (en)
- 1935 : Silk Hat Kid
- 1935 : Ladies Love Danger (en)
- 1936 : Three Live Ghosts (en)
- 1936 : Charlie Chan aux courses (Charlie Chan at the Race Track)
- 1936 : Charlie Chan à l'Opéra (Charlie Chan at the Opera)
- 1937 : Charlie Chan aux Jeux olympiques (Charlie Chan at the Olympics)
- 1937 : Par trois longueurs (Checkers)
- 1938 : Joyeux Gitans (Rascals)
- 1938 : Time Out for Murder
- 1938 : While New York Sleeps (en)
- 1938 : Charlie Chan à Honolulu (Charlie Chan in Honolulu)
- 1939 : Pardon Our Nerve
- 1939 : Pack Up Your Troubles

### Années 1940
- 1940 : Lucky Cisco Kid (en)
- 1940 : The Quarterback
- 1941 : Tall, Dark and Handsome
- 1941 : Tu seras mon mari (Sun Valley Serenade)
- 1941 : Qui a tué Vicky Lynn ? (I Wake Up Screaming)
- 1942 : Les Rivages de Tripoli (To the Shores of Tripoli)
- 1942 : Iceland
- 1943 : Hello Frisco, Hello
- 1944 : Pin Up Girl
- 1945 : Le Joyeux Phénomène (Wonder Man)
- 1945 : Échec au crime (Within These Walls)
- 1946 : Trois Jeunes Filles en bleu (Three Little Girls in Blue)
- 1947 : L'Amour au trot (The Homestretch)
- 1948 : Massacre à Furnace Creek (Fury at Furnace Creek)

### Années 1950
- 1950 : Le Bistrot du péché (South Sea Sinner)
- 1951 : L'amour mène la danse (Happy Go Lovely)
- 1952 : La Collégienne en folie (She's Working Her Way Through College)
- 1953 : Le Nouveau Chant du désert (The Desert Song)
- 1955 : Dix Hommes à abattre (Ten Wanted Men)
- 1955 : Le Cavalier au masque (The Purple Mask)
- 1957 : Tarzan and the Lost Safari
- 1958 : Tarzan and the Trappers
- 1958 : Tarzan's Fight for Life

### Années 1960
- 1960 : Colt .45 (en) (série TV) (1 épisode)
- 1962 : Madison Avenue (+ producteur)